# 圣马塞尔昂米拉
圣马塞尔昂米拉（法語：Saint-Marcel-en-Murat）是法国阿列省的一个市镇，位于该省中部偏西南，属于蒙吕松区。该市镇2009年时的人口为124人，面积为16.82平方千米。

## 人口
圣马塞尔昂米拉人口变化图示
| 数据来源：INSEE |